# Club sportif de la police de la circulation
 (novembre 2024).
Si vous disposez d'ouvrages ou d'articles de référence ou si vous connaissez des sites web de qualité traitant du thème abordé ici, merci de compléter l'article en donnant les références utiles à sa vérifiabilité et en les liant à la section « Notes et références ».
Le Club sportif de la police de la circulation (arabe : النادي الرياضي لشرطة المرور), plus couramment abrégé en CSPC, est un club de basket-ball tunisien basé dans la ville de Tunis.

## Palmarès
- Coupe de Tunisie féminine (6) :
  - Vainqueur : 2003, 2012, 2014, 2017[2], 2018, 2019
- Coupe arabe féminine des clubs champions (1) :
  - Vainqueur : 2001
- Championnat maghrébin des clubs féminin (1) :
  - Vainqueur : 2013